# Klotsporigt nålskinn
Klotsporigt nålskinn (Tubulicrinis globisporus) är en svampart som beskrevs av K.H. Larss. & Hjortstam 1978. Klotsporigt nålskinn ingår i släktet stiftskinn och familjen Tubulicrinaceae.  Arten är reproducerande i Sverige. Inga underarter finns listade i Catalogue of Life.